# Alberto Rocha Saraiva
Alberto da Cunha Rocha Saraiva (Trancoso, 19 de outubro de 1886 — Lisboa, 25 de outubro de 1946) foi um jurista, professor de Direito na Universidade de Coimbra e depois na Universidade de Lisboa, e político. Foi deputado ao Congresso da República, Ministro da Instrução Pública e Ministro do Trabalho durante a Primeira República Portuguesa. Liderou a constituição da União Liberal Republicana, sendo perseguido pelo regime do Estado Novo.

## Biografia
Nasceu em Trancoso, filho do juiz Dr. Joaquim Bernardo da Rocha Saraiva. Tendo realizado a instrução liceal entre Lamego e Coimbra (1897-1903), ingressou na Faculdade de Direito da Universidade de Coimbra a 3 de outubro de 1903, concluindo o bacharelato em Direito a 4 de agosto de 1909. Licenciado em direito, com 18 valores, fez o doutoramento em Direito na Universidade de Coimbra, tendo publicado na Imprensa da Universidade, em 1912, a obra Construção Jurídica do Estado.
Foi nomeado assistente da Faculdade de Direito da Universidade de Coimbra em 13 de abril de 1912, sendo depois transferido a seu pedido para a nova Faculdade de Direito da Universidade de Lisboa no ano lectivo de 1915-1916. Foi bibliotecário da Faculdade de Direito da Universidade de Lisboa de 1934 a 1942.  Rocha Saraiva terá sido o professor que mais marcou a formação de Oliveira Salazar, que se confessava seu discípulo, considerando-o seu mestre. 
Rocha Saraiva nunca se converteu, porém, ao salazarismo, acabando por ser perseguido pelas suas ideias e preso no Aljube, embora Salazar, invisível, o tivesse protegido. Foi professor de quase todos os principais quadros jurídicos e políticos do Estado Novo, entre os quais Marcelo Caetano, Armindo Monteiro, Paulo Cunha, Franco Nogueira e Adriano Moreira, e de destacados membros da oposição como Álvaro Cunhal, Adelino da Palma Carlos, José Magalhães Godinho, Francisco Sousa Tavares e Vasco da Gama Fernandes. Apesar disso, o nome de Rocha Saraiva foi, talvez intencionalmente, apagado da universidade e da história portuguesa.
Começou a militância política com a participação na greve académica de 1907. Em 1922 filiou-se no grupo governamental. Aderiu em 1926 à União Liberal Republicana, de cuja formação foi um dos principais promotores. Foi afastado da política depois do golpe de 28 de maio de 1926.
Foi Ministro da Instrução Pública no 34.º governo republicano, presidido por Cunha Leal, em funções de 16 de dezembro de 1921 a 6 de fevereiro de 1922. Saído do Ministério tomou assento como deputado independente pelo círculo eleitoral da Guarda. Voltou ao governo como Ministro do Trabalho no 37.º governo republicano, presidido por António Maria da Silva, em funções de 9 de janeiro a 15 de novembro de 1923.
Faleceu em Lisboa a 26 de outubro de 1946. O seu nome é lembrado na toponímia de Trancoso, onde existe a «Doutor Alberto Cunha Rocha Saraiva».

## Obras publicadas
Entre outras, é autor das seguintes obras:
- A Construção Jurídica do Estado, Coimbra, 1912.
- As Teorias sobre a Representação Política e a Nossa Constituição, 1916.
- «As Doutrinas Políticas Germânica e Latina e a Teoria da Personalidade Jurídica do Estado», in Revista da Faculdade de Direito da Universidade de Lisboa, vol. II, Lisboa, FDUL, 1917.
- Lições de Direito Político, Coligidas de harmonia com as prelecções do Exº Sr. Dr. Rocha Saraiva ao curso do 1º ano jurídico de 1914-1915, por Augusto Oliveira e A. Duarte Silva, Coimbra, 1914.
- Cadeiras de Direito Político, Sumários das Matérias Professadas no Ano Lectivo de 1915-1916 (da autoria dos Professores Ludgero Neves e Rocha Saraiva, em Lisboa)
- Direito Público, Rocha Saraiva, coligido por Rómulo Rosa Mendes, Lisboa, 1925.
- Apontamentos de Direito Constitucional, por Arlindo de Castro, Lisboa, 1931.